# باول برونو
باول برونو (بالفرنسية: Paul Bruno)‏ هو لاعب اتحاد الرغبي فرنسي، ولد في 9 أكتوبر 1992.